# 세류로
세류로는 대한민국 경기도 수원시의 도로이다. 도로명은 세류동의 세류에서 유래됐다. 길이는 약 1.3km이다.

## 노선
| 교차로명        | 교차 도로명 | 소재지                 |
| 수원시          | 수원시      | 수원시                 |
| --------------- | ----------- | ---------------------- |
| 세평 삼거리     | 덕영대로    | 세류동                 |
| 동립말 사거리   | 권선로      | 세류동                 |
|                 | 갓매산로    | 세류동, 매산동         |
| 세곡 사거리     | 효원로      | 세류동, 매산동, 매교동 |
| 매산119안전센터 | 매산로      | 매산동, 매교동         |

## 주요 시설
- 경기도 수원시 권선구 세류로 78 (세류1동) : 세류초등학교

## 특징
- 이 길을 중심으로 수원세류센트럴타운 1,2,3단지가 개발되었다.